# Jan Pavlíček (fotbalista)
Jan Pavlíček (* 27. června 1951) je bývalý český fotbalista, brankář.

## Fotbalová kariéra
V československé lize hrál za Spartu Praha. Nastoupil v 6 ligových utkáních. Dále hrál v nižších soutěžích za Spartak BS Vlašim a RH Cheb.

## Ligová bilance
| Ročník                                   | Zápasy | Góly | Klub              |
| ---------------------------------------- | ------ | ---- | ----------------- |
| 1. československá fotbalová liga 1971/72 | 3      | 0    | Sparta Praha      |
| 1. československá fotbalová liga 1972/73 | 3      | 0    | Sparta Praha      |
| Národní fotbalová liga 1973/74           | -      | -    | RH Cheb           |
| 2. československá fotbalová liga 1974/75 | -      | -    | Spartak BS Vlašim |
| 2. československá fotbalová liga 1975/76 | -      | -    | Spartak BS Vlašim |
| CELKEM 1. liga                           | 6      | 0    |                   |